# Печёночные кнели

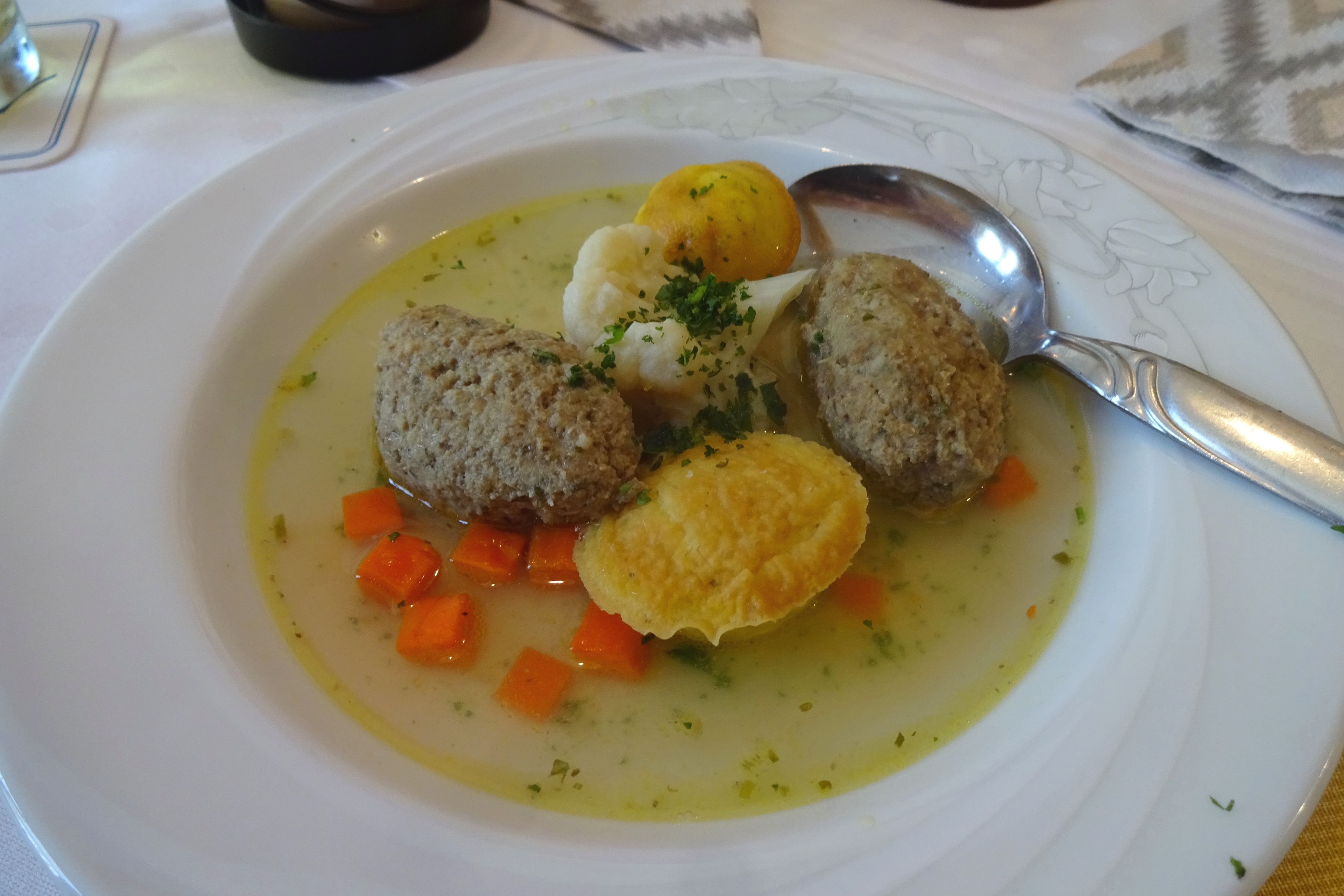
Немецкий свадебный суп с печёночными кнелями, руайалем, цветной капустой и морковью

Печёночные кнели, печёночные клёцки (нем. Leberknödel, чеш. játrové knedlíčky, словен. jetrni cmok) — традиционное блюдо немецкой, австрийской и чешской кухни обычно из говяжьей, но также свиной печени. В Германии печёночные кнели особенно популярны в Пфальце, Баварии и Швабии, встречаются также в итальянской провинции Больцано и Словении.
Для приготовления фарша для печёночных кнелей печень прокручивают на мясорубке, смешивают с предварительно размоченным и отжатым белым хлебом, яйцом, петрушкой и другими пряностями. Двумя смоченными в воде столовыми ложками из фарша формируют удлинённые кнели в 5—7 см, которые отваривают в закипевшей жидкости (подсоленной воде, бульоне, супе) в течение 10 минут или обжаривают во фритюре. Отварные кнели имеют рыхлую консистенцию, их сервируют незамедлительно по готовности, обычно с жареным луком и гренками, а жареные печёночные кнели благодаря корочке могут храниться некоторое время. В Пфальце печёночные кнели готовят из свиной печени и подают с квашеной капустой и картофельным пюре. В Баварии и Австрии с кнелями из печени чаще готовят супы на крепком мясном бульоне.